# Helictotrichon bromoides
Helictotrichon bromoides är en gräsart som först beskrevs av Antoine Gouan, och fick sitt nu gällande namn av Charles Edward Hubbard. Helictotrichon bromoides ingår i släktet Helictotrichon och familjen gräs. Inga underarter finns listade i Catalogue of Life.